# Léon la came
Léon la came est une série de bande dessinée française de Nicolas de Crécy (dessin) et Sylvain Chomet (scénario), publiée entre 1993 et 1998 par Casterman

## Synopsis
La bande dessinée Léon la Came raconte l'histoire de Léonce Houx-Wardiougue, surnommé Léon, fondateur d'une entreprise familiale de cosmétiques dans les années 1920. Aujourd'hui, l'entreprise est dirigée par son fils, Aymard, qui confie lui-même à son fils, Géraldo-Georges, la campagne publicitaire du centième anniversaire de Léon. Garçon timide, naïf et peureux, il apprendra, grâce à son grand-père, la vraie vie...

## Liste des personnages
- Léon : Léonce Houx-Wardiougue est le fondateur de l’entreprise familiale de cosmétiques Houx-Wardiougue. Ce centenaire syndicaliste est un homme d’expérience, respectable et juste.
- Gégé : Géraldo-Georges est le personnage principal de cette bande dessinée. Petit-fils de Léon, le jeune homme de 30 ans, trouillard et timide, est méprisé et écrasé par son père Aymard.
- Pilick : domestique de la famille.
- Nadège : sœur de Gégé.
- Aymard : fils de Léon et le directeur de l’entreprise de cosmétiques.  Il est décrit comme un tyran et dirige l’entreprise d’une main de fer.
- Olaf : chauffeur de la famille.
- Jean-God Michel : créatif et designer numéro un de l’agence Tetra Clark.
- M. Rutsohito : repreneur japonais, président de la Nagazaki Comestic Corporation.
- M. Micrag : secrétaire de Gégé.
- Suzy : copine de Gégé, estropiée des deux jambes, gère un camion de vente de hotdogs.
- Sarah : fille de Léon, femme de Aymard, décédée.

## Publications

### Périodiques
1. Léon la came, dans (À suivre) n°191-195, 1993-1994.
2. Laid, pauvre et malade, dans (À suivre) n°218-222, 1995.

### Albums
1. Léon la came, Casterman, coll. « Studios (À suivre) », 1995.
2. Laid, pauvre et malade, Casterman, 1997. Alph'Art du meilleur album français au festival d'Angoulême 1998.
3. Priez pour nous, Casterman, 1998.

### Documentation
- Évariste Blanchet, « Léon la came tome 2 : Laid, pauvre et malage », dans Primés à Angoulême, Angoulême : Éditions de l'An 2, 2003, p. 86-87.
- Paul Gravett (dir.), « De 1990 à 1999 : Léon la Came », dans Les 1001 BD qu'il faut avoir lues dans sa vie, Flammarion, 2012 (ISBN 2081277735), p. 590.